# Opory společnosti
Hra norského dramatika Henrika Ibsena Opory společnosti vyšla knižně v říjnu roku 1877 a ve stejném roce se dočkala i premiéry v Kodani, Bergenu a Stockholmu. Ibsen sklidil s tímto dramatem velký úspěch a otevřel si tak dveře ke světové proslulosti. Autor zde poprvé použil analytickou techniku, jejíž předností je postupné odhalování minulosti. Samotný název „opory společnosti“ má ironický nádech a stal se synonymem pro morálně prohnilé jedince.

## Děj
Hra Opory společnosti má čtyři dějství a zabývá se v nejobecnější rovině lidským pokrytectvím. Děj se odehrává v domě konzula Karstena Bernicka zámožného obchodníka, který je spoluobčany považován za nejcnostnějšího muže ve městě. Se svou ženou Betty má syna Olafa. Ibsen začne zdánlivou idylu rozptylovat postupným dávkování informací z Bernickovy minulosti, postupně tak zjišťujeme, že celý konzulův život je založen na lži.
Před sňatkem byl zamilován do nevlastní sestry své ženy Lony Hesselové, ale vzdal se jí pro větší věno, které nabízelo manželství s Betty. Po zásnubách byl přistižen v ložnici své tehdejší milenky. Zabránil skandálu tím že, poprosil bratra Betty Johana, aby vzal aféru na sebe. Johan s plánem souhlasil, odjel spolu se zhrzenou Lonou do zámoří. Bernickovi se tak podařilo nejen zachránit zásnuby s Betty, ale ještě využil situace k zachránění své tehdy krachující firmy. Jméno Bettynina bratra bylo spojováno jak s milostnou aférou, tak s krádeží peněz z jeho firmy. Bernick se svou „neposkvrněnou“ pověstí mohl jít směle vstříc slibné budoucnosti.
Po letech si vybudoval pomocí všemožných lží postavení prvního muže ve městě, své vynikající pověsti využil ke svému odvážnému podnikatelskému záměru. V tuto nejméně vhodnou dobu se po letech vrací Johan spolu s Lonou. Bernickova pověst i postavení jsou tak náhle ohroženy.

## České překlady[3]
- Richard Veselý (1878)
- Gustav Eim (1879)
- Jaroslav Kvapil (1911)
- Jan Rak (1956)
- Karolína Stehlíková (2018)

## Česká uvedení[4]
- Královské zemské prozatímní divadlo, Praha, premiéra 15. dubna 1878, režie František Kolár
- Národní divadlo, Praha, premiéra 24. ledna 1910, režie Jaroslav Kvapil
- Městské divadlo, Opava, premiéra 7. března 1928, režie Miloš Nový
- Realistické divadlo, Praha, premiéra 13. dubna 1946, režie Jan Škoda
- Severočeské divadlo, Liberec, premiéra 21. června 1955, režie Jan Matějovský
- Městské divadlo, Zlín (Gottwaldov), premiéra 15. dubna 1956, režie Jiří Svoboda
- Východočeské divadlo, Pardubice, premiéra 6. října 1956, režie Zdeněk Bittl
- Krajské krušnohorské divadlo, Teplice, premiéra 23. února 1958, režie Kamil Bešťák
- Městské divadlo, Kolín, premiéra 27. listopadu 1965, režie Jan Schmidt
- Divadlo J. K. Tyla, Plzeň, premiéra 28. května 1966, režie Svatoslav Papež
- Československá televize, premiéra 7. června 1972, režie Evžen Sokolovský (televizní inscenace)
- Východočeské divadlo, Pardubice, premiéra 15. prosince 2018, režie: David Šiktanc